# Russula cyanoxantha
La carbonera, de nombre científico Russula cyanoxantha (Schaeff.) Fr. 1863, es un hongo basidiomiceto comestible, de la familia Russulaceae. Crece tanto en bosques de coníferas como de planifolios, y su seta, o cuerpo fructífero, aflora desde principios de verano hasta mediados el otoño. Su basónimo es Agaricus cyanoxanthus Schaeff. 1774, y el epíteto específico, cyanoxantha, significa "de color azul amarillento".

## Descripción
El cuerpo fructífero de este hongo posee un sombrero de entre 9 y 15 centímetros de diámetro, globoso al principio, posteriormente de forma convexa, y extendida al final de su desarrollo. La cutícula es de color variable, entre gris verdoso y azulado, con esfumaciones amarillas, y de textura viscosa en ambientes húmedos. Es relativamente fácil de separar del sombrerillo hasta un tercio del radio de éste. Las láminas son blancas y finas, y se disponen apretadas, con bifurcaciones y textura grasienta al tacto. El pie mide entre 6 y 10 centímetros de longitud y de 2 a 2,5 de diámetro. Es blanco y de forma cilíndrica, macizo y muy duro —exceptuando la zona de la base—. Ocasionalmente presenta matices lilas o rojizos. Su carne es compacta y blanca, y bajo la cutícula presenta una coloración parecida a la del sombrerillo. La esporada es blanca.

## Posibilidades de confusión
La seta de R. cyanoxantha presenta similitudes con la de R. virescens, diferenciándose en que la cutícula de esta última está cuarteada, y es verdosa con reflejos encarnados. También cabe la posibilidad de confundirla con R. aeruginea, cuya cutícula es color verde olivaceo y sin tonalidades liláceas o amarillentas y, aunque cabe la posibilidad de encontrarlo bajo pinos y piceas, suele habitar en bosques de abedul.